# بتی (فیلم)
بتی (انگلیسی: Betty) فیلمی درام به کارگردانی کلود شابرول است که در سال ۱۹۹۲ منتشر شد. این فیلم اقتباسی از رمانی به همین نام نوشته ژرژ سیمنون است.

## بازیگران
- ماری ترنتینیان
- استفان اودران
- پیر ورنیه
- ایو وِرووِن